# Dolba hyloeus
Dolba hyloeus là một loài bướm đêm thuộc họ Sphingidae. Nó phân bố ở phía đông Hoa Kỳ từ Maine phía nam tới Florida, và phía tây tới Wisconsin, phía đông Oklahoma, và phía nam Texas.
Sải cánh khoảng 50–68 mm.

## Hình ảnh

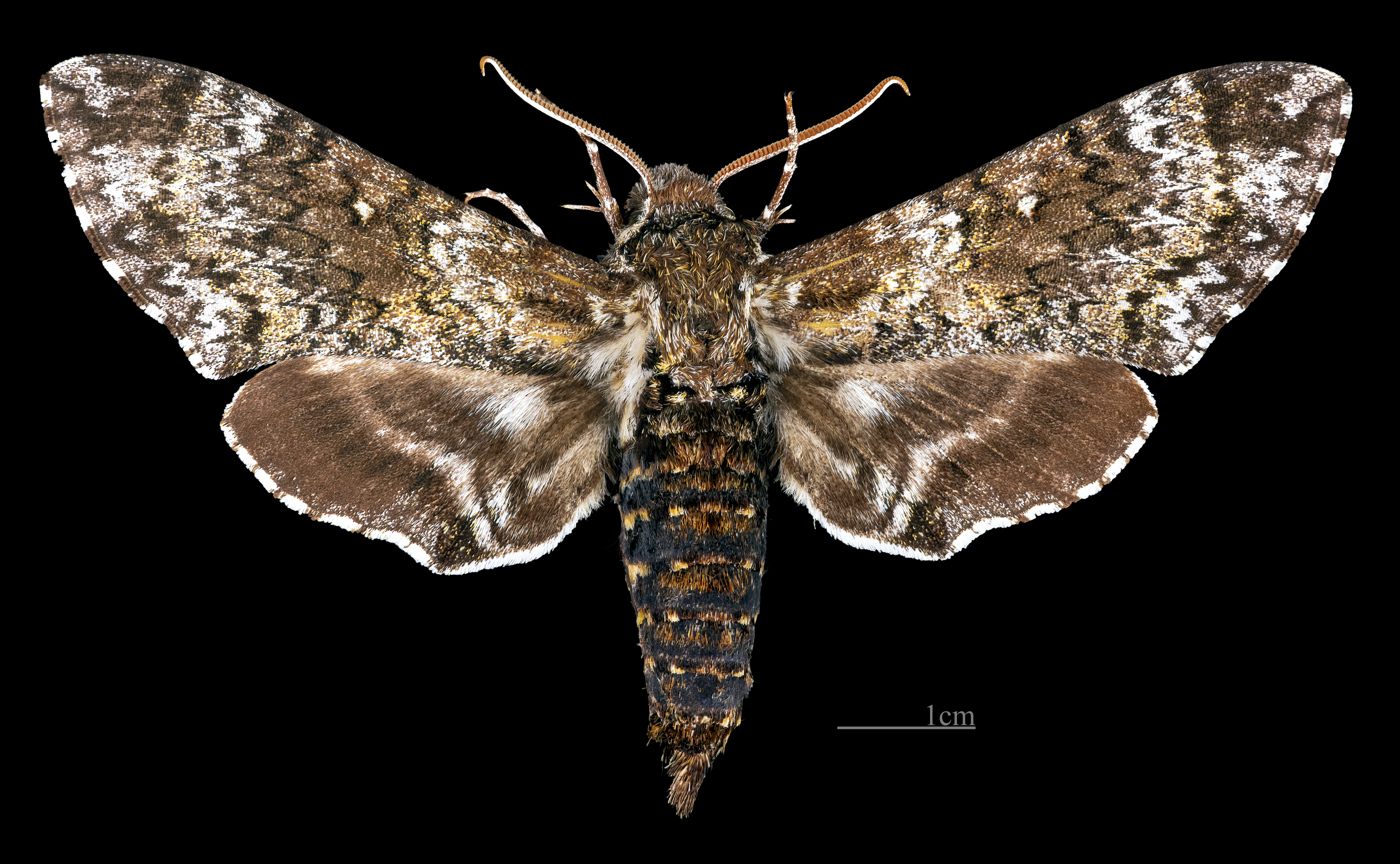
♂
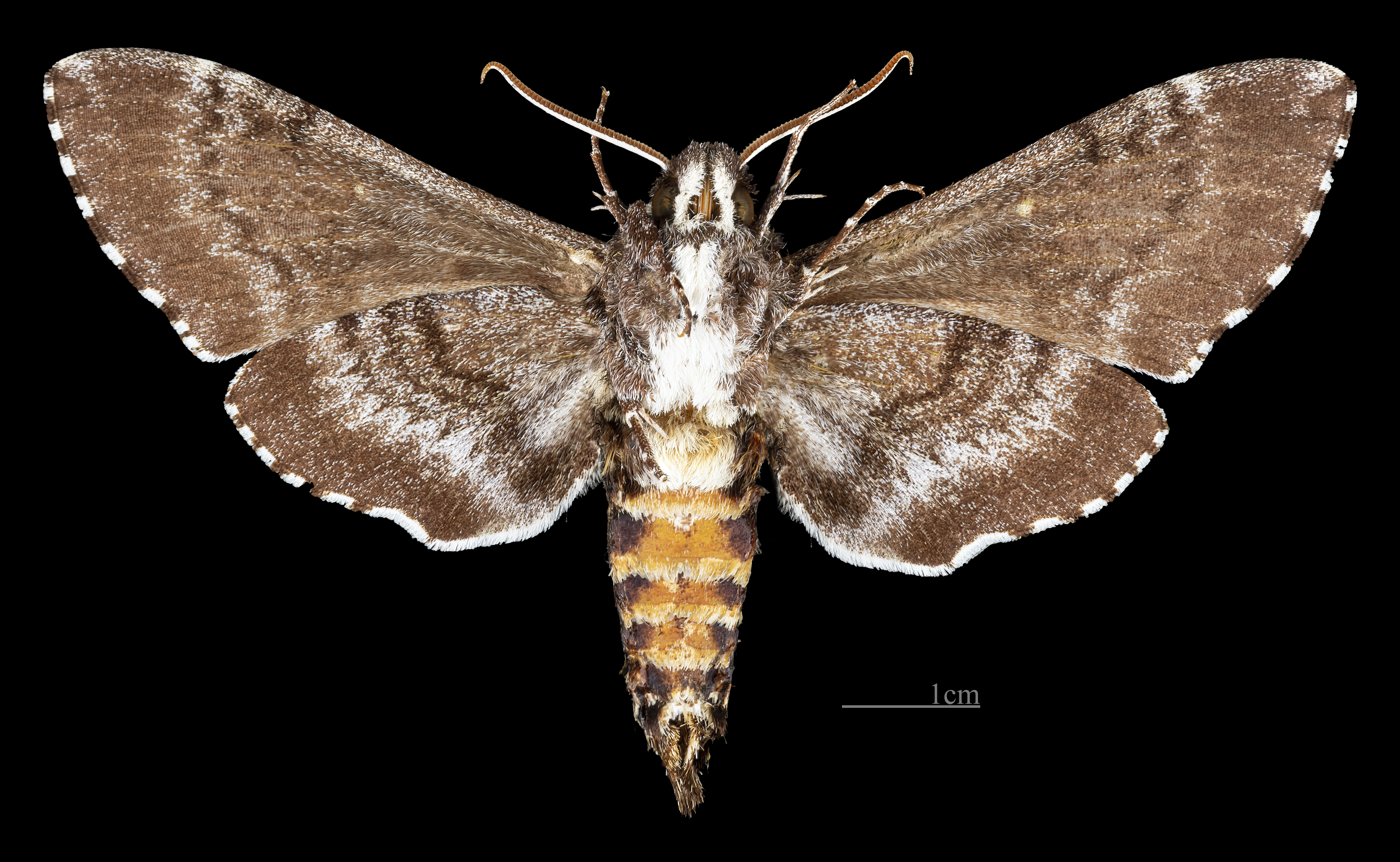
♂ △
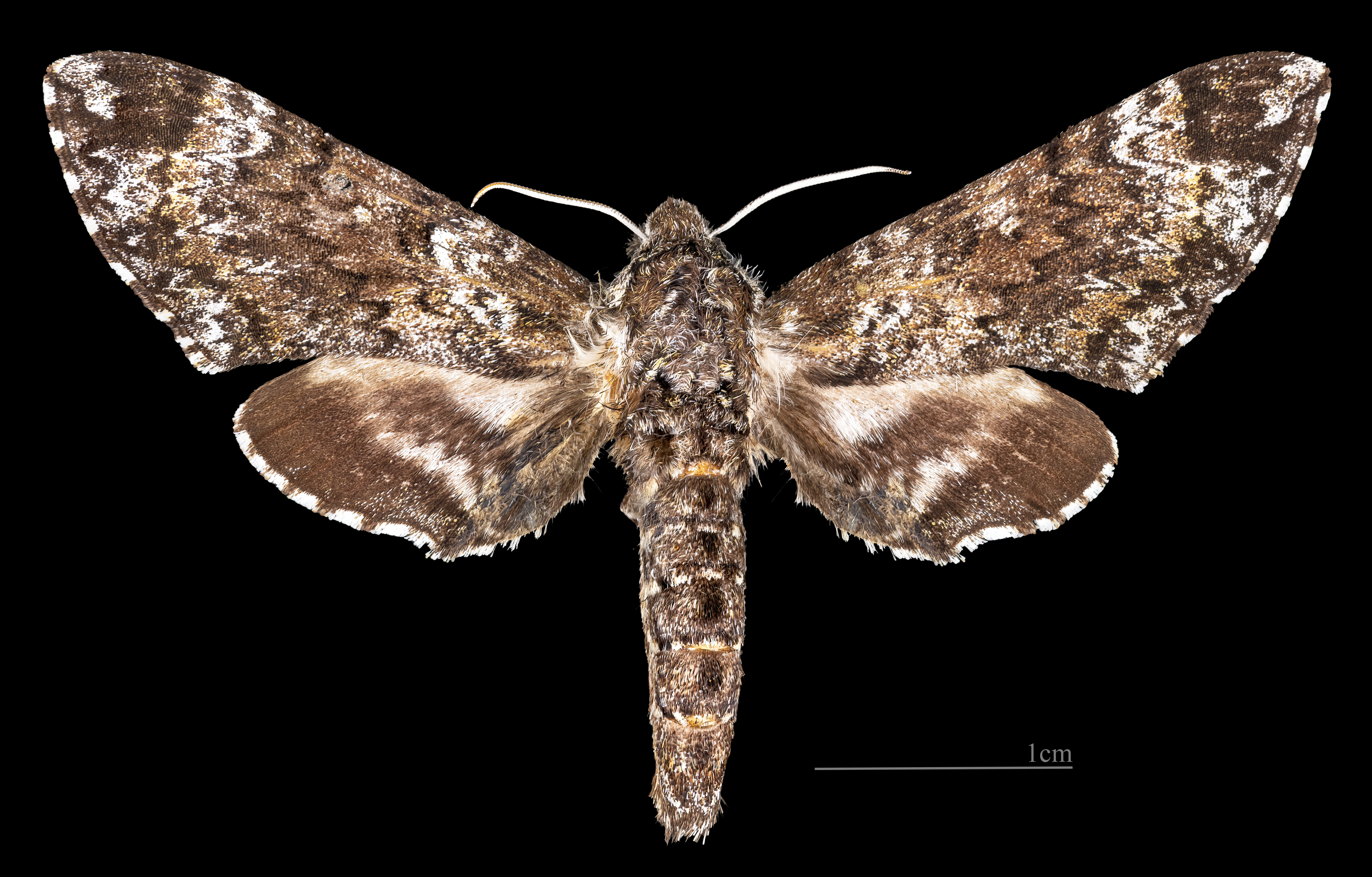
♀
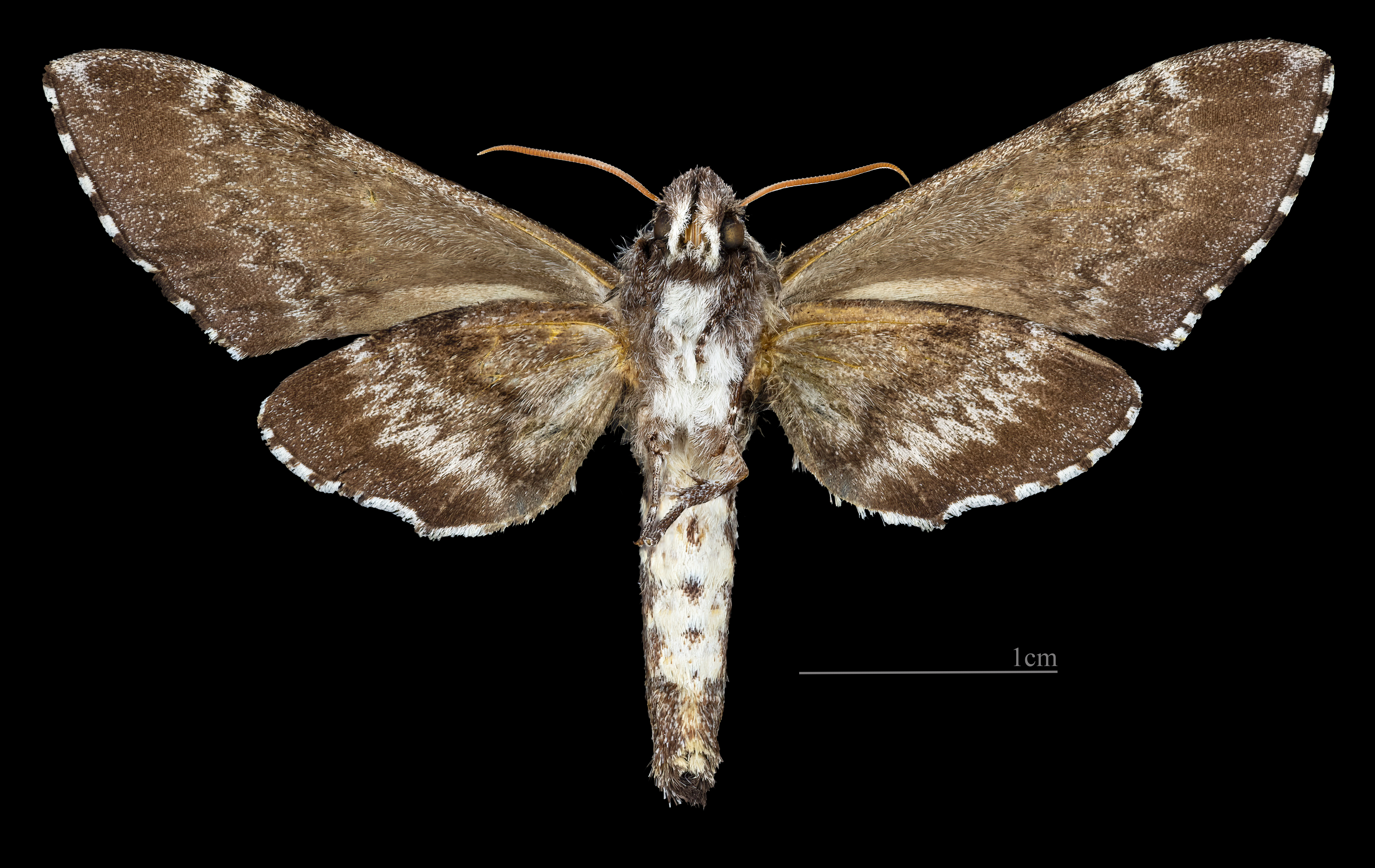
♀ △